# بیگ لاگون (کالیفرنیا)
بیگ لاگون (به انگلیسی: Big Lagoon) یک منطقهٔ مسکونی در ایالات متحده آمریکا است که در شهرستان هامبولت، کالیفرنیا واقع شده‌است. بیگ لاگون ۱٫۵۵ کیلومتر مربع مساحت و ۱٬۷۰۷ نفر جمعیت دارد و ۱۷ متر بالاتر از سطح دریا واقع شده‌است.